# Lieko Zachovalová
Lieko Tuuli Zachovalová (rozená Leino, 13. srpna 1927 Helsinky – 4. června 2017 Praha) byla finská novinářka.

## Život
Narodila se ve Finsku. Její otec byl známý komunistický politik Yrjö Leino, který působil také jako ministr vnitra. Od roku 1948 žila v Praze a měla české občanství. V letech 1949 a 1950 pracovala jako zpravodajka Vápa Sana v Praze.
V roce 1948 se provdala za inženýra Marcela Zachovala, který byl vědeckým pracovníkem, historikem v Československé akademii věd a členem komunistické strany. Měli spolu dva syny, Ilju a Vladimíra.
V roce 1956 vstoupila do Komunistické strany Československa, ale při čistkách po roce 1968 byla ze strany vyškrtnuta.
Do roku 1960 pracovala jako novinářka švédskojazyčného vysílání pražského rozhlasu a od roku 1961 jako redaktorka Livet i Tjeckoslovakien.
Od roku 1966 byla nezávislá zpravodajka rozhlasu Yle. Její hlas se Finům vryl do paměti zejména během okupace Československa v srpnu 1968.
V roce 1967 jí byla udělena Výroční cena Československé akademie věd.
Zemřela po krátké nemoci 4. června 2017 v pražské Vojenské nemocnici.